# Фиорела
Фиорела (шп. Pobre diabla) перуанска је теленовела, продукцијске куће America Producciones, снимана 2000.
У Србији је приказивана током 2001. и 2002. на Трећем каналу Радио-телевизије Србије.

## Синопсис
Андрес Мехија Гузман власник је једне од најуспешнијих издавачких кућа у Лими. И поред сјајног изгледа и огромног успеха у послу још није ожењен, мада је напунио четрдесет и две године. Иако има дугогодишњу љубавну везу са новинарком Ребеком Монтенегро и са њом сина, не планира венчање. Изненада сазнаје да болује од неизлечиве болести и да му је остало још свега неколико месеци живота. Недуго затим он упознаје Фиорелу, младу продавачицу кафе и грицкалица, са којом се жени. Иако она не не зна да је он један од најбогатијих предузетника у земљи, одлази са њим на тромесечни пут у Европу, али он по повратку умире пре него што је упозна са породицом и оставља јој половину свог богатства. Његовој породици овај брак је “трн у оку” јер Фиорелу сматрају недостојном богатства које је наследила.

## Улоге
| Глумац:                | Улога:                                 |
| ---------------------- | -------------------------------------- |
| Енџи Сепеда            | Фиорела Морели де Мехија Гузман        |
| Салвадор дел Солар     | Андрес Мехија Гузман Јуниор            |
| Арналдо Андре          | Андрес Мехија Гузман Старији           |
| Марија Кристина Лозада | Роберта Мехија Гузман                  |
| Теди Гузман            | Каридад Лопез                          |
| Камућа Негрете         | Ћабука Флорес Морели                   |
| Рикардо Фернандез      | Гонзалез Лусијано Морели               |
| Катја Кондос           | Паула Мехија Гузман                    |
| Марта Фигероа          | Патрисија Мехија Гузман Ернандез Марин |
| Ернан Ромеро Берио     | Дијего Ернандез Марин                  |
| Сантијаго Магил        | Кристијан Мехија Гузман                |
| Ванеса Саба            | Ребека Монтенегро                      |
| Хавијер Валдес         | Сесар Бариос                           |
| Росана Фернандез       | Малдонадо Сандра Паласиос              |
| Хулијан Легаспи        | Луис Алберто Милер                     |
| Карлос Викторија       | Оскар Сандовал                         |
| Габријел Анселми       | Хосе Гиљен Пићон                       |
| Ерика Виљалобос        | Карина Линарес                         |
| Хесус Делавеаукс       | Орзабал                                |
| Силвана Аријас         | Кармен                                 |
| Бруно Одар             | Марио Паредес                          |
| Ернесто Кабрехос       | Антонио Хименез                        |
| Серхио Галијани        | Гарабан                                |
| Евелин Ортиз           | Норма                                  |
| Хосе Луис Руиз         | Хакин Ваљехо                           |
| Елвира де ла Пуенте    | Елвира Монкајо                         |
| Анхелита Веласкез      | Мерседес Фарфан                        |
| Марија Анхелика Вега   | Барбара Матос                          |
| Марисјело Ефио         | Офелија Касерес                        |
| Хајди Касерес          | Руфина Перез                           |
| Ђанфранко Бреро        | др Октавио Тапија                      |
| Хилберто Торес         | Чавета                                 |
| Сесилија Рекемер       | Силвана                                |
| Карлос Места           | Хуан Маркез                            |
| Габријела Билоти Ана   | Марија Торебланка                      |
| Татјана Еспиноза       | Ернестина                              |
| Мигел Медина           | Маландро                               |
| Карлос Алкантара       | Рамон Педраза                          |
| Марија Хосе Залдивар   | сестра Анхелина                        |
| Мари Пили Бареда       | Нини                                   |
| Ђан Пјеро Мубарак      | Карлитос Ернандез Марин Мехија Гузман  |
| Лусија Оксенфорд       | Пати Ернандез Марин Мехија Гузман      |